# 木熊野神社 (善通寺市中村町)
木熊野神社（きぐまのじんじゃ）は香川県善通寺市中村町に鎮座する神社。

## 祭神
- 伊邪那美命(イザナミノミコト)

## 歴史
空海が熊野十二社権現を歓請したと伝えられる。歓請の時期は明らかでないが天喜4年（1056年）12月の東寺文書の善通寺所司解に「証誠大行事」とあり、すでに平安中期に東寺の末寺であった善通寺が熊野の本宮と関係があったと推察される。

## 特徴
- 特殊神事-頭屋の庭に御神屋を設け、例祭の日に頭屋の家から神輿が神社へ戻ること。ご神体は、オンユルワと呼ばれる小桶の中に入れた玄米で、お旅所で神主の手によって神輿の中に納められている[2]。古くからの神事の様子が伝えられている。

- 梛(なぎ)-木熊野神社の社叢は「梛」で、香川県の天然記念物昭和34年（1959年）に指定された[3]。

## ギャラリー

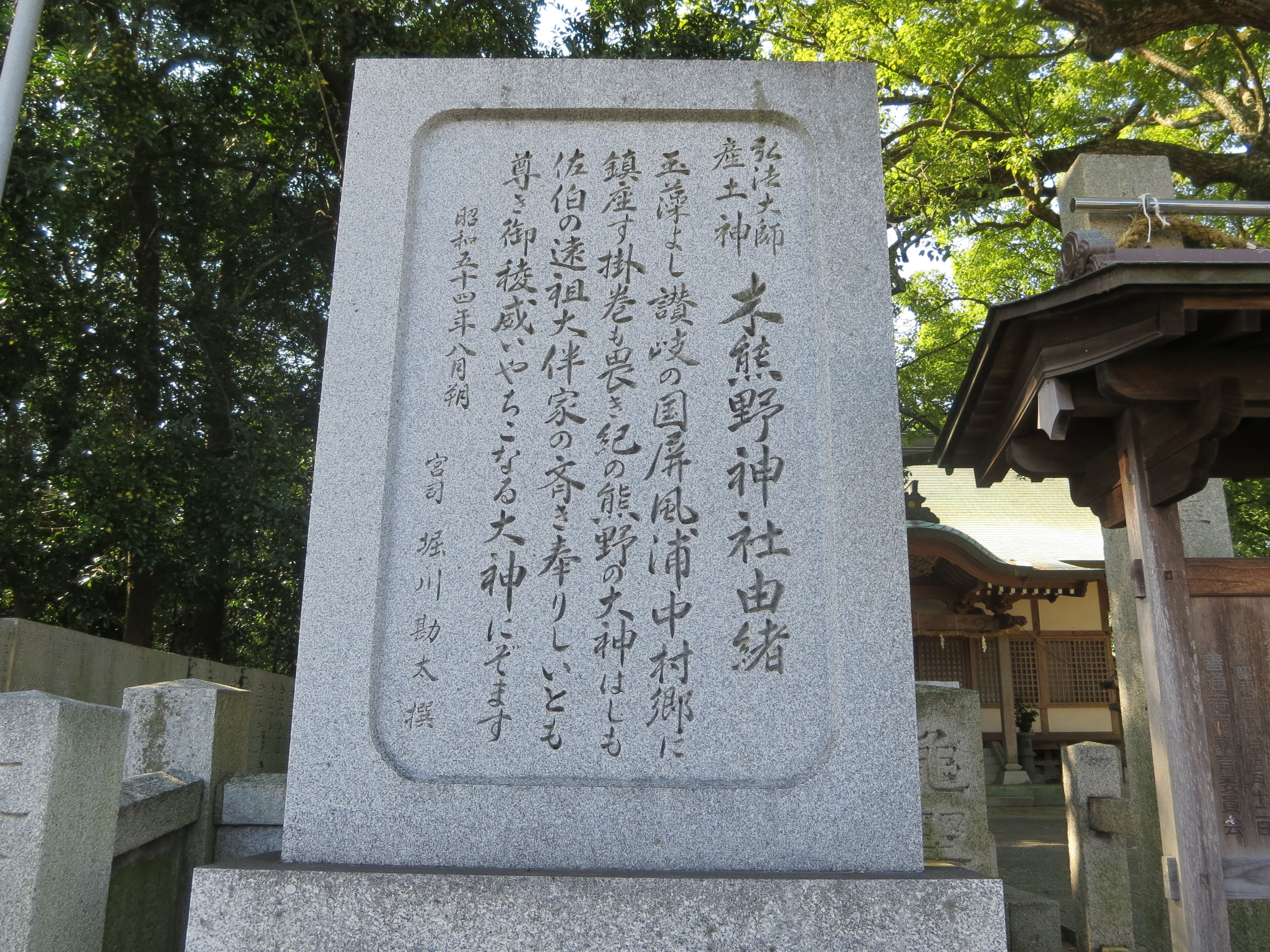
由緒書き
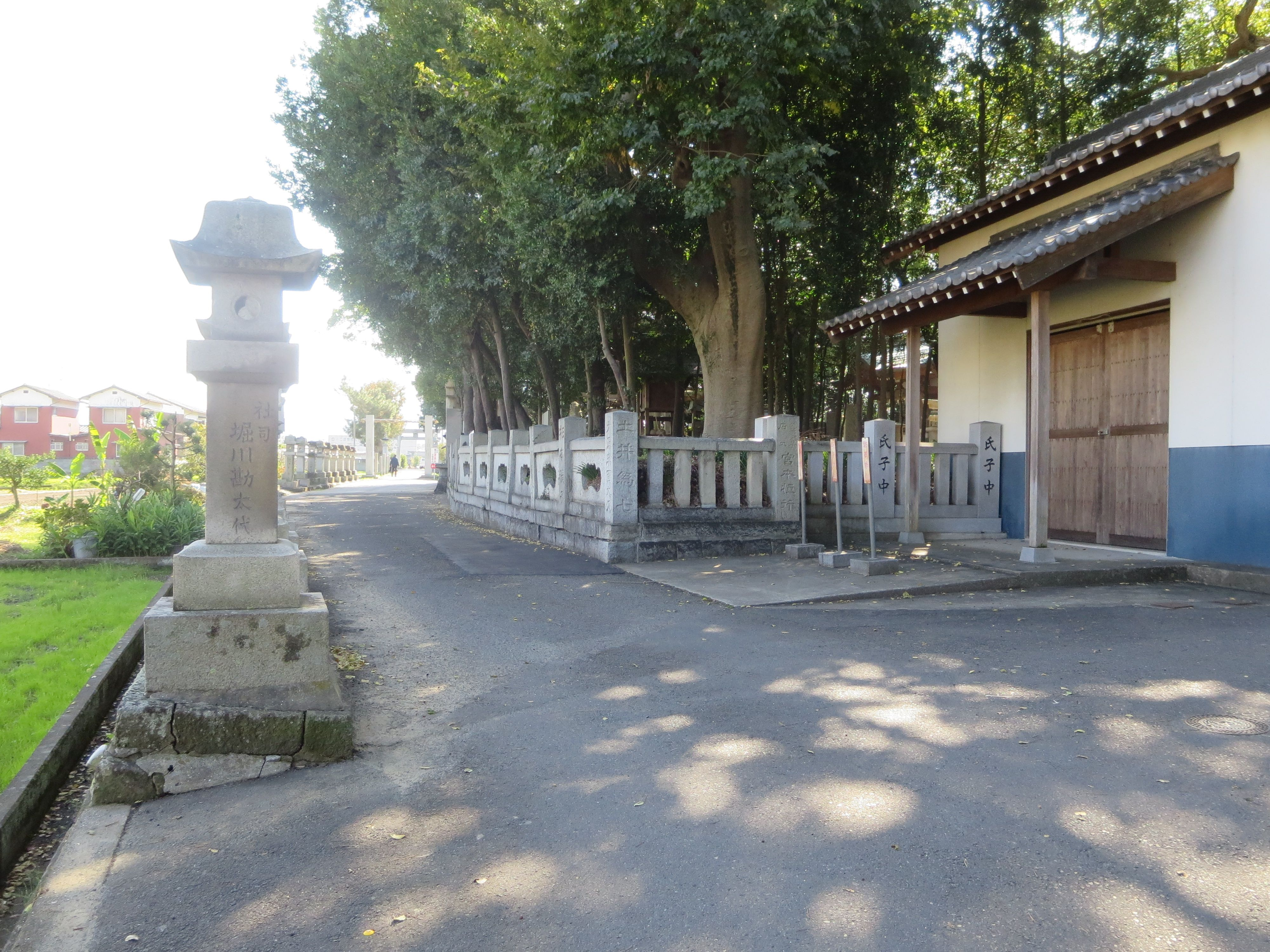
参道
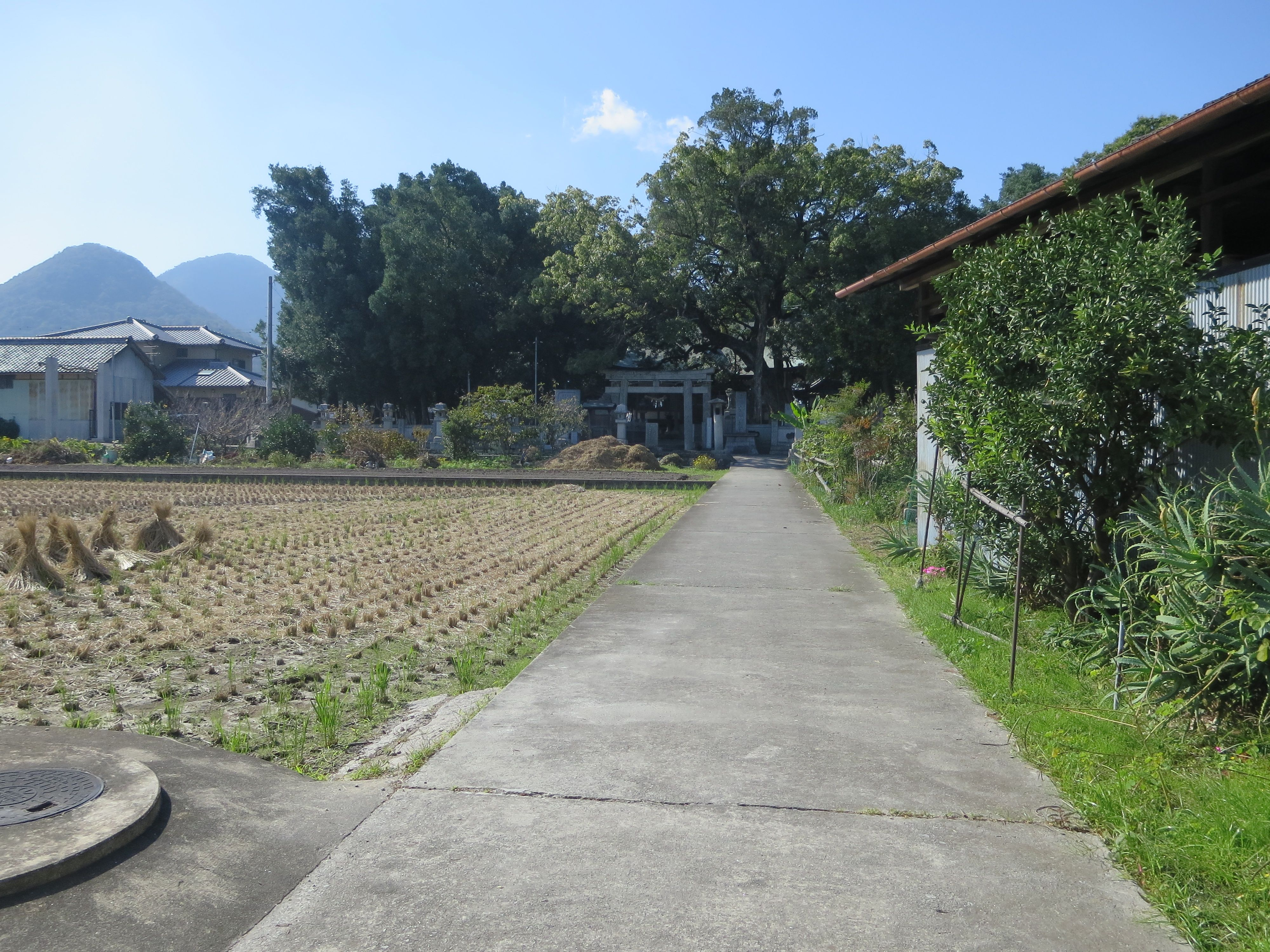
参道
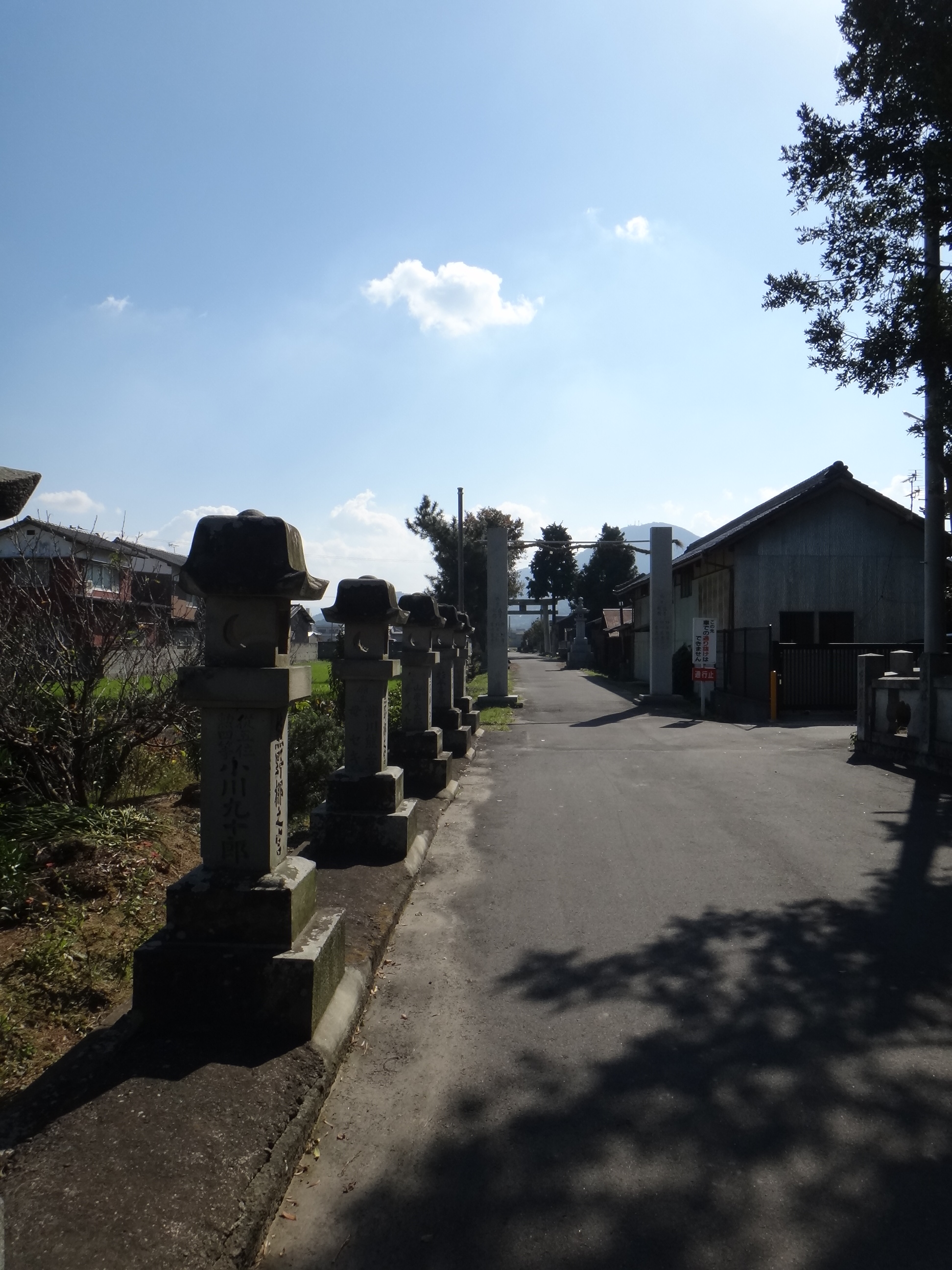
参道
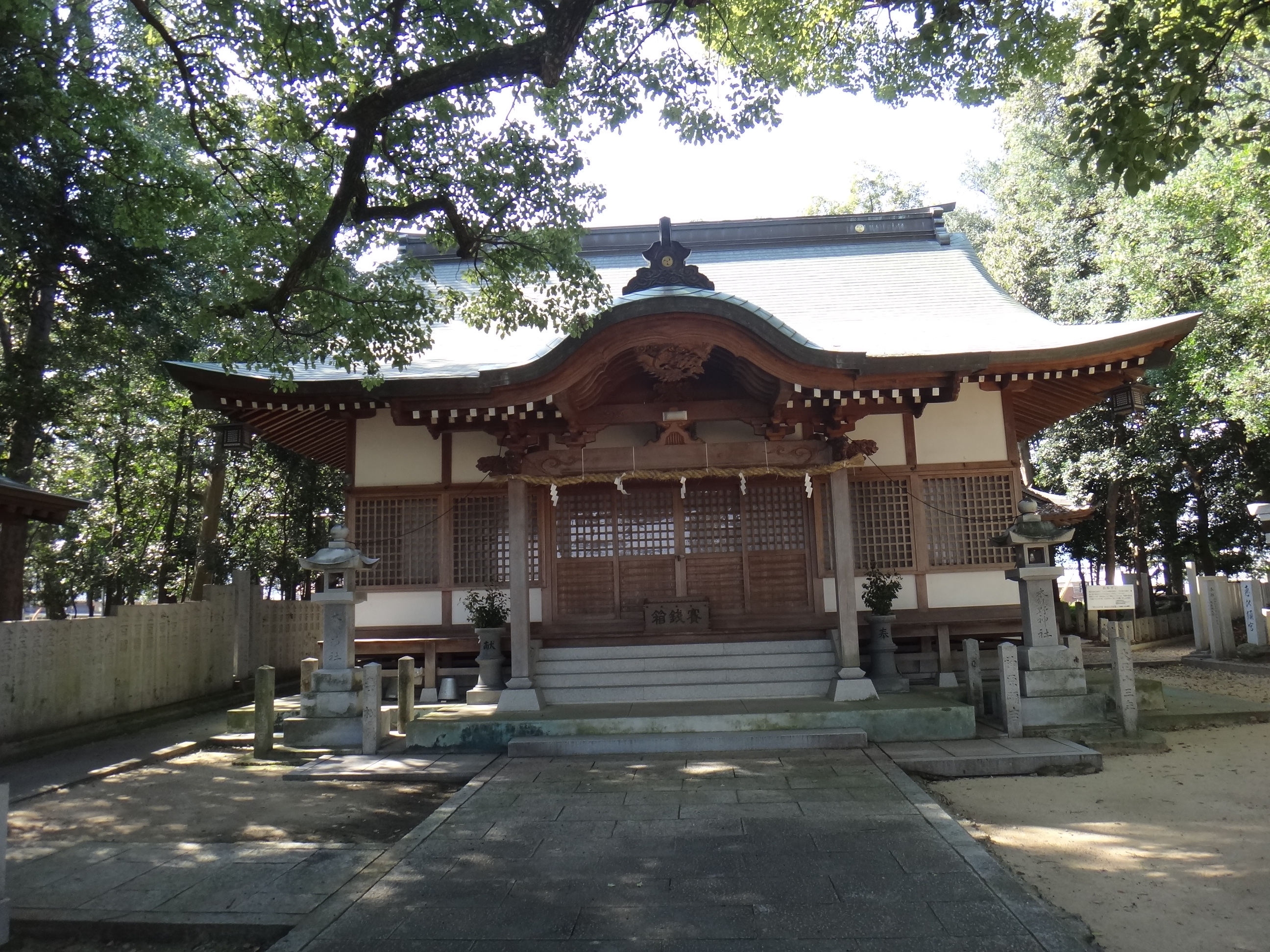
本殿
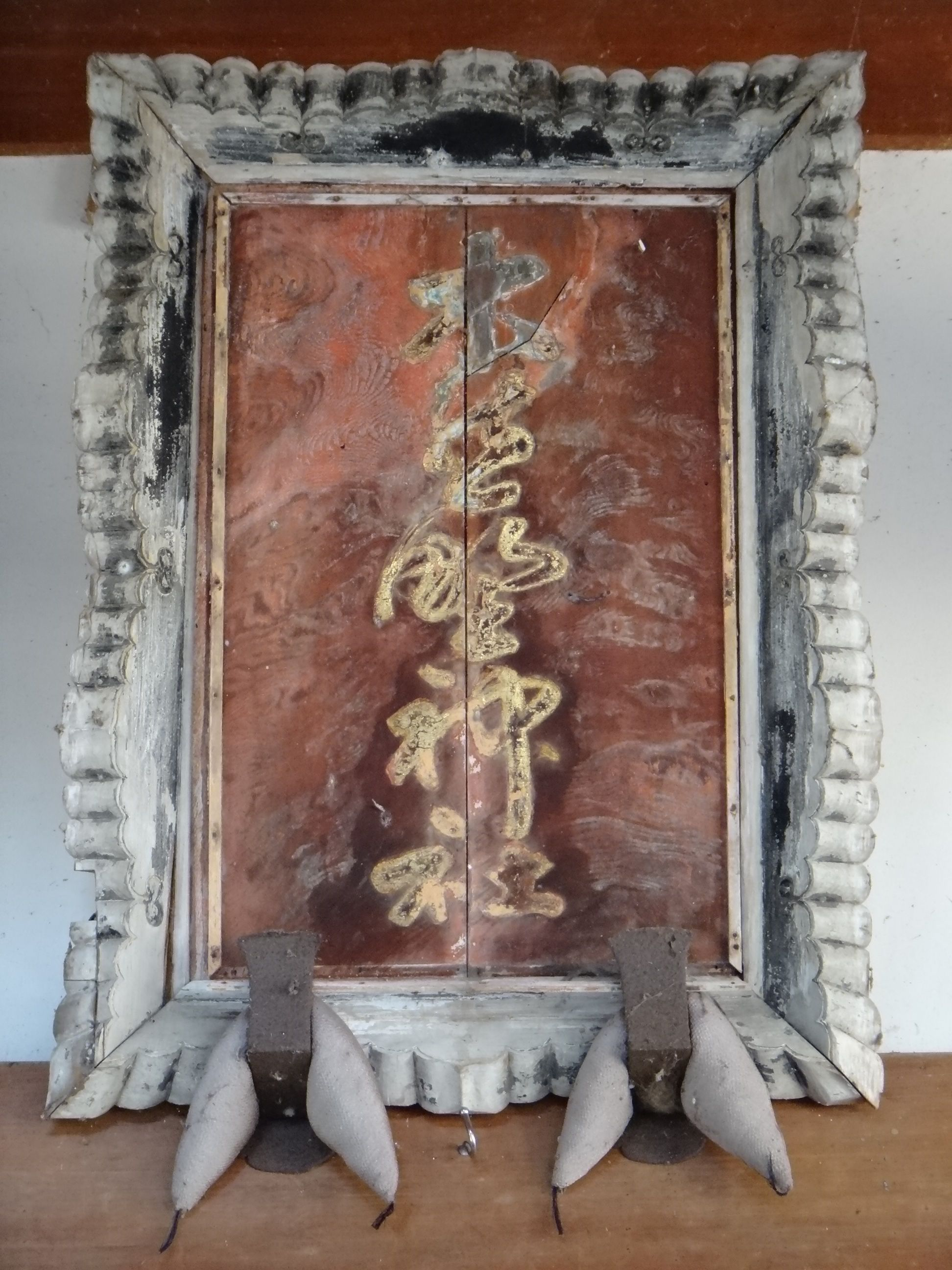
扁額
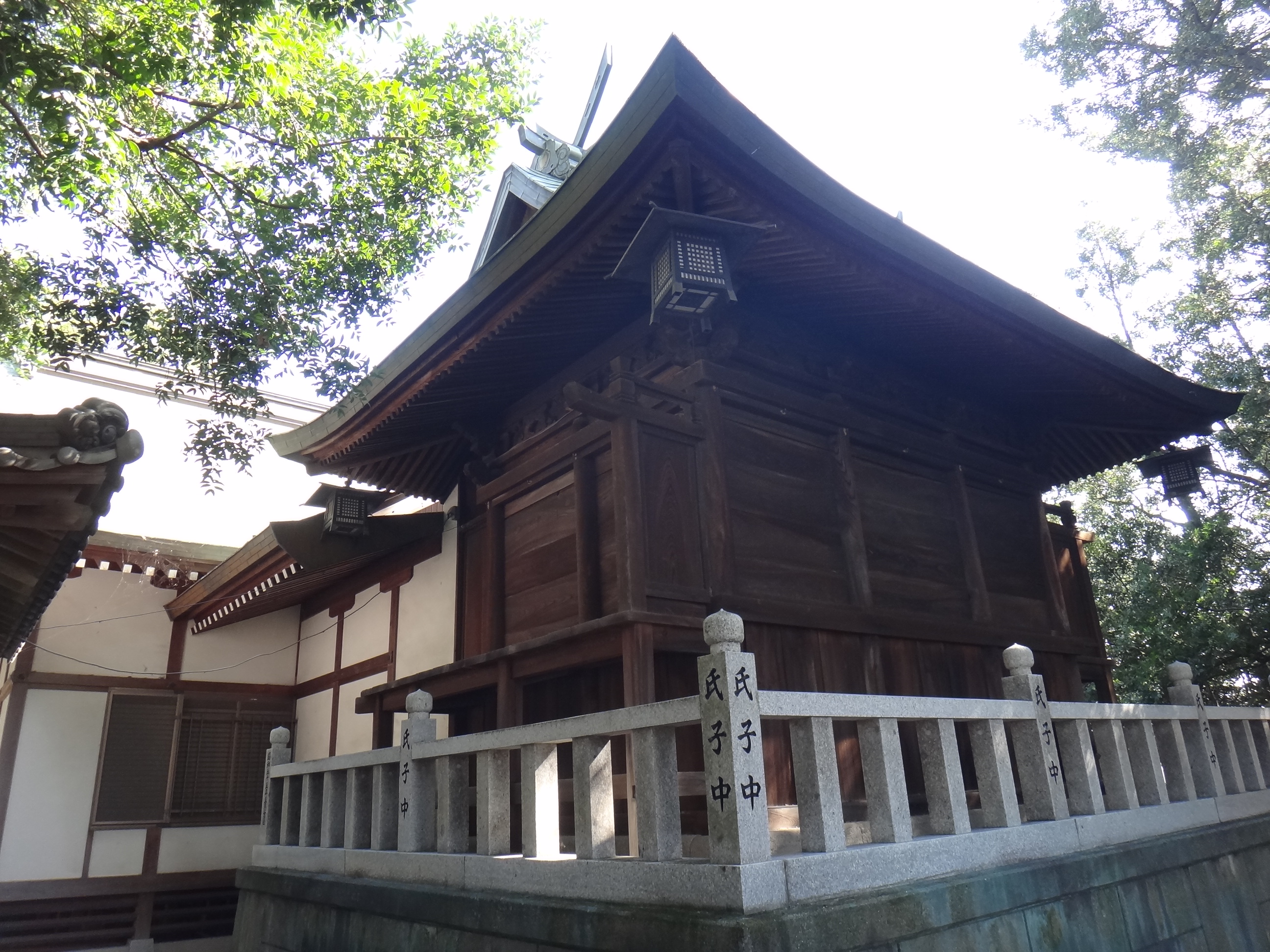
本殿
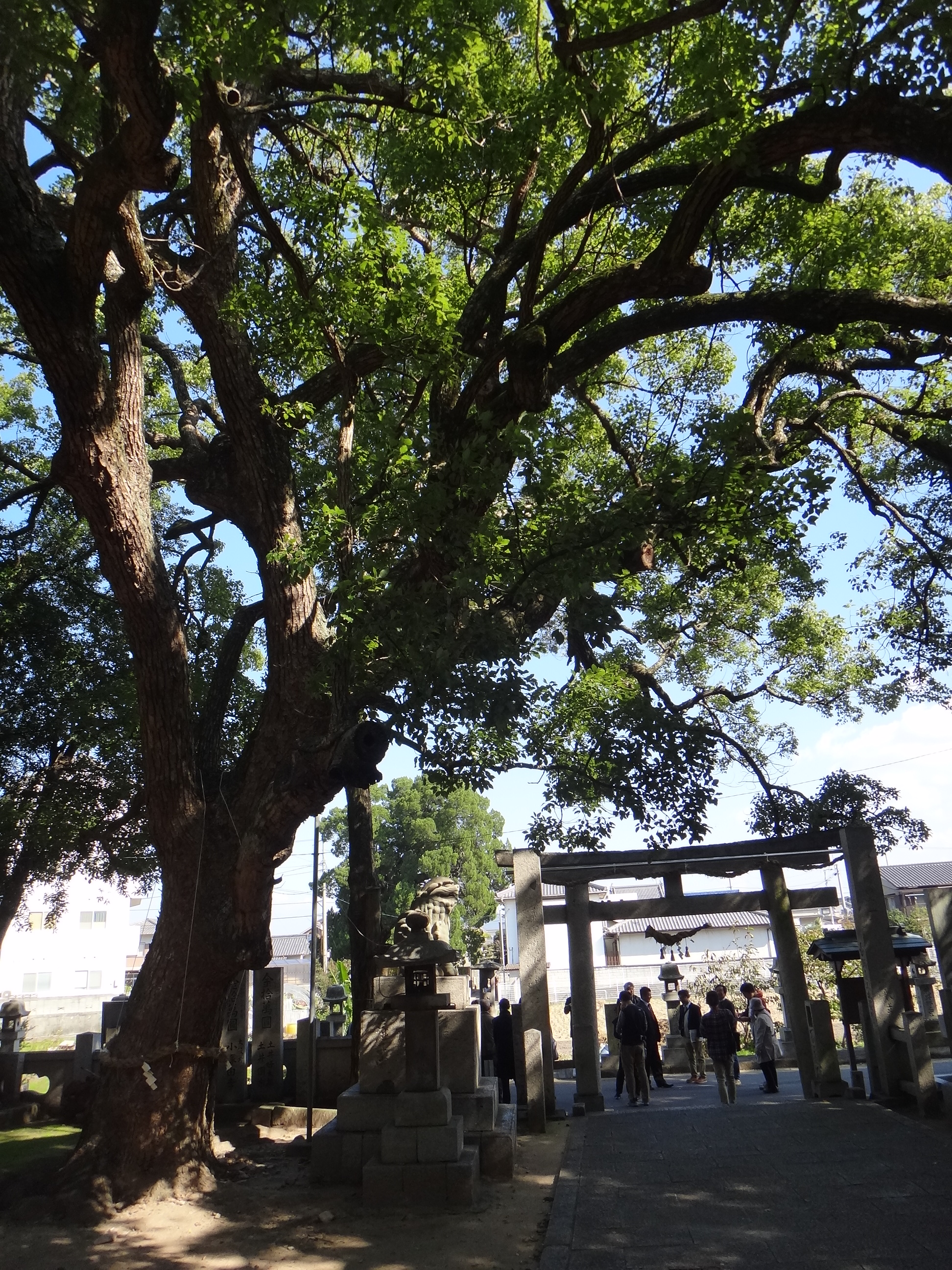
境内

## 交通アクセス
- 土讃線金蔵寺駅より、西に徒歩20分。